# Ignacio Ovejero y Ramos
Ignacio Ovejero y Ramos (Madrid, 1828-1889) fou un compositor espanyol.
Iniciat en els primers secrets de l'art musical per l'organista Román Gimeno, el qual ensenyà a Ovejero i Ramos l'orgue i piano, continuà estudiant amb Mariano Rodríguez de Ledesma, mestre de la Capella Reial, i als onze anys va compondre i dirigí una simfonia a tota orquestra en el teatre del Príncipe, i més endavant (1848) estrenà una òpera Hernán Cortés. Aquesta òpera i les sarsueles La cabaña, La venta del puerto ó Juan «el Contrabandista» i Los picaros castifados ó la fiesta en el cortijo, les dues últimes eren en col·laboració amb Cristóbal Oudrid, foren les úniques obres teatrals d'Ovejero i Ramos, ja fos per temperament o bé impulsat per les necessitats de la vida, es dedicà exclusivament a la música religiosa.
Fou un dels iniciadors de la idea de crear la gran òpera nacional sota la protecció de l'Estat i amb la subvenció d'ell mateix, el que s'intentà portant a les Corts Constituents una Exposició en la que es demanava això, i que signada per la Junta general de professors el 9 d'octubre de 1855 es tramità i cursà sense assolir cap resultat.
També era primer organista supernumerari, de la Real Colegiata de San Isidro, a Madrid, des de 1852 fins a 1855, el 1858 fou nomenat mestre d'orgue, supernumerari també del Conservatori; assolí més tard, el 1870, per oposició, la plaça d'organista de les Descalzas Reales; nomenat després per Amadeu I organista de la Capella Reial, des del 1876 desenvolupà en propietat la càtedra d'orgue en el Conservatori de Madrid.
Fou individu i prengué part en els concerts de les societats Liceo Artístico, Academia Filarmónica Matritense, Instituto Español i d'altres vàries, sent director de la secció de música del Liceo Piquer quan es posaren en escena Norma (Bellini), Hugonots, Il trovatore, etc., dirigint així mateix les festes musicals religioses de la Real Militar orde de Caballeros de Santiago.
Entre les seves obres principals cal citar: Escuela del organista y tratado de canto llano, adoptada de text en el Conservatori (II quaderns, Madrid, 1876), un Pater Noster, un Te Deum, que li valgué la creu de Carles III, i 12 misses que sintetitzen la seva vida artística, si pot observar en aquestes la progressió natural pròpia de la producció de tot home estudiós. Les seves composicions ascendeixen a centenars, i a més de les ja citades, també compongué: Anima Christi; motet), Te Deum, lliçons, Oficio de difuntos; executats en les exèquies del rei Alfons XII, Gran Marcha á Santiago, un concert, i infinitat de lletres, lletanies, càntics, avemaries.
La seva música profana comprèn tres simfonies a orquestra, diverses peces de ball. Doce canciones españolas (Madrid, 1855), i romances italianes, i algunes peces per a piano, orquestra, piano i harmònium, i veus i piano.